# Resolutie 321 Veiligheidsraad Verenigde Naties
Resolutie 321 van de Veiligheidsraad van de Verenigde Naties werd op 23 oktober 1972 aangenomen door twaalf leden van de VN-Veiligheidsraad. De drie overige leden, België, het Verenigd Koninkrijk en de Verenigde Staten, onthielden zich. De resolutie veroordeelde Portugal opnieuw voor een aanval vanuit Portugees-Guinea op Senegal.

## Achtergrond
Toen na de Tweede Wereldoorlog de dekolonisatie van Afrika op gang kwam, ontstonden ook in de Portugese koloniën op het continent onafhankelijkheidsbewegingen. In tegenstelling tot andere Europese landen voerde het dictatoriale regime dat Portugal destijds kende dertien jaar lang oorlog in Angola, Guinee-Bissau, Kaapverdië en Mozambique. Behalve in Guinee-Bissau kon het Portugese leger overal de bovenhand halen, maar de oorlog kostte handenvol geld en het land raakte internationaal geïsoleerd. Pas toen de Anjerrevolutie in 1974 een einde maakte aan de dictatuur, werden ook de koloniën als laatsten in Afrika onafhankelijk.
De rebellen in Portugees-Guinea werden gesteund door buurland Senegal. Het Portugese leger schond dan ook geregeld de grens tussen beide landen in de strijd tegen de rebellen. Senegal had hierover al verschillende keren een klacht ingediend bij de Verenigde Naties.

## Inhoud
Portugal was sinds 1963 al verschillende malen gemaand om de soevereiniteit van Senegal te respecteren, maar bleef volharden. Opnieuw veroordeelde de Veiligheidsraad het land, deze keer vanwege een aanval op Nianao op 12 oktober. Wederom eiste men dat het geweld op Sengalees grondgebied zou stoppen en dat de soevereiniteit en territoriale integriteit van Senegal en van andere Afrikaanse landen werd gerespecteerd. Gebeurde dit niet, dan zouden verdere stappen worden overwogen.

## Verwante resoluties
- Resolutie 202 Veiligheidsraad Verenigde Naties
- Resolutie 312 Veiligheidsraad Verenigde Naties
- Resolutie 322 Veiligheidsraad Verenigde Naties

Lijst ·  308 ·  309 ·  310 ·  311 ·  312 ·  313 ·  314 ·  315 ·  316 ·  317 ·  318 ·  319 ·  320 ·  321 ·  322 ·  323 ·  324